# Kerala Blasters Football Club 2022-2023
Questa voce raccoglie le informazioni riguardanti il Kerala Blasters nelle competizioni ufficiali della stagione 2022-2023.

## Maglie e sponsor
| Casa | Trasferta | Terza |

## Organico

### Rosa
| N. |                    | Ruolo | Calciatore              |
| -- | ------------------ | ----- | ----------------------- |
| 1  | India (bandiera)   | P     | Karanjit Singh          |
| 3  | India (bandiera)   | D     | Sandeep Singh           |
| 4  | India (bandiera)   | D     | Hormipam R              |
| 6  | India (bandiera)   | C     | Danish Farooq Bhat      |
| 7  | India (bandiera)   | C     | Lalthathanga Khawlhring |
| 8  | India (bandiera)   | C     | Ayush Adhikari          |
| 9  | Grecia (bandiera)  | A     | Dīmītrīs Diamantakos    |
| 10 | India (bandiera)   | C     | Harmanjot Khabra        |
| 11 | India (bandiera)   | C     | Givson Singh            |
| 13 | India (bandiera)   | P     | Prabhsukhan Singh Gill  |
| 14 | India (bandiera)   | D     | Jessel Carneiro         |
| 17 | India (bandiera)   | C     | Rahul Kannoly Praveen   |
| 18 | India (bandiera)   | D     | Sahal Abdul Samad       |
| 20 | Uruguay (bandiera) | C     | Adrián Luna             |
| 21 | India (bandiera)   | D     | Bijoy V                 |

| N. |                      | Ruolo | Calciatore        |
| -- | -------------------- | ----- | ----------------- |
| 22 | India (bandiera)     | D     | Nishu Kumar       |
| 23 | Spagna (bandiera)    | D     | Víctor Mongil     |
| 25 | India (bandiera)     | C     | Jeakson Singh     |
| 27 | India (bandiera)     | C     | Saurav Mandal     |
| 28 | India (bandiera)     | C     | Nihal Sudeesh     |
| 30 | India (bandiera)     | A     | Bidyashagar Singh |
| 31 | India (bandiera)     | P     | Sachin Suresh     |
| 33 | India (bandiera)     | C     | Vibin Mohanan     |
| 45 | India (bandiera)     | A     | Sreekuttan VS     |
| 55 | Croazia (bandiera)   | D     | Marko Lešković    |
| 77 | Ucraina (bandiera)   | C     | Ivan Kalyuzhnyi   |
| 78 | India (bandiera)     | P     | Muheet Shabir     |
| 81 | India (bandiera)     | C     | Bryce Miranda     |
| 99 | Australia (bandiera) | A     | Apostolos Giannou |

### Altri giocatori
| N. |                  | Ruolo | Calciatore          |
| -- | ---------------- | ----- | ------------------- |
|    | India (bandiera) | A     | Naorem Mahesh Singh |

| N. |  | Ruolo | Calciatore |
| -- |  | ----- | ---------- |

### Staff tecnico
- Ivan Vukomanović - Allenatore
- Patrick Van Kets - Vice allenatore
- Ishfaq Ahmed - Vice allenatore

## Calciomercato
| Acquisti | Acquisti                 | Acquisti           | Acquisti      |
| R.       | Nome                     | da                 | Modalità      |
| -------- | ------------------------ | ------------------ | ------------- |
| P        | Karanjit Singh           |                    |               |
| P        | Prabhsukhan Singh Gill   |                    |               |
| P        | Sachin Suresh            |                    |               |
| P        | Muheet Shabir            |                    |               |
| D        | Marko Lešković           |                    |               |
| D        | Abdul Hakku              | Gokulam Kerala     | Fine prestito |
| D        | Bijoy V                  |                    |               |
| D        | Sandeep Singh            |                    |               |
| D        | Sahal Abdul Samad        |                    |               |
| D        | Jessel Carneiro          |                    |               |
| D        | Víctor Mongil            |                    | Svincolato    |
| D        | Hormipam R               |                    |               |
| D        | Nishu Kumar              |                    |               |
| C        | Adrián Luna              |                    |               |
| C        | Seityasen Singh          | Hyderabad          | Fine prestito |
| C        | Jeakson Singh            |                    |               |
| C        | Bryce Miranda            | Churchill Brothers | Definitivo    |
| C        | Saurav Mandal            | Churchill Brothers | Definitivo    |
| C        | Ivan Kalyuzhnyi          | Oleksandrija       | Prestito      |
| C        | Ayush Adhikari           |                    |               |
| C        | Harmanjot Khabra         |                    |               |
| C        | Lalthathanga Khawlhring  |                    |               |
| C        | Givson Singh             |                    |               |
| C        | Rahul Kannoly Praveen    |                    |               |
| C        | Prasanth Karuthadathkuni |                    |               |
| C        | Mohammed Azhar           | Kerala Blasters B  | Definitivo    |
| C        | Nihal Sudeesh            | Kerala Blasters B  | Definitivo    |
| C        | Vibin Mohanan            | Kerala Blasters B  | Definitivo    |
| A        | Sreekuttan VS            | Gokulam Kerala     | Fine prestito |
| A        | Subha Ghosh              | East Bengal        | Fine prestito |
| A        | Apostolos Giannou        | Macarthur          | Definitivo    |
| A        | Bidyashagar Singh        | Bengaluru          | Prestito      |
| A        | Dīmītrīs Diamantakos     |                    |               |
| A        | Apostolos Giannou        | Macarthur          | Definitivo    |
| A        | Mohammed Aimen           | Kerala Blasters B  | Definitivo    |
| A        | Roshan Gigi              | Kerala Blasters B  | Definitivo    |

| Cessioni | Cessioni                 | Cessioni          | Cessioni      |
| R.       | Nome                     | a                 | Modalità      |
| -------- | ------------------------ | ----------------- | ------------- |
| P        | Albino Gomes             |                   | Svincolato    |
| D        | Enes Sipović             |                   | Svincolato    |
| D        | Sanjeev Stalin           | Mumbai City       | Definitivo    |
| D        | Denechandra Meitei       | Odisha            | Prestito      |
| D        | Abdul Hakku              | Real Kashmir      | Definitivo    |
| C        | Seityasen Singh          |                   | Svincolato    |
| C        | Prasanth Karuthadathkuni | Chennaiyin        | Definitivo    |
| C        | Mohammed Azhar           | Kerala Blasters B | Definitivo    |
| A        | Jorge Pereyra Díaz       | Platense          | Fine prestito |
| A        | Álvaro Vázquez           | FC Goa            | Definitivo    |
| A        | Vincy Barretto           | Chennaiyin        | Definitivo    |
| A        | Chencho Gyeltshen        |                   | Svincolato    |
| A        | Subha Ghosh              | Gokulam Kerala    | Definitivo    |
| A        | Roshan Gigi              | Kerala Blasters B | Definitivo    |
| A        | Mohammed Aimen           | Kerala Blasters B | Definitivo    |
| A        | Anil Gaonkar             | Takin             | Definitivo    |

### Mercato invernale
| Acquisti | Acquisti           | Acquisti  | Acquisti   |
| R.       | Nome               | da        | Modalità   |
| -------- | ------------------ | --------- | ---------- |
| C        | Danish Farooq Bhat | Bengaluru | Definitivo |

| Cessioni | Cessioni                | Cessioni   | Cessioni   |
| R.       | Nome                    | a          | Modalità   |
| -------- | ----------------------- | ---------- | ---------- |
| C        | Lalthathanga Khawlhring |            | Svincolato |
| C        | Givson Singh            | Chennaiyin | Prestito   |

## Risultati

### Indian Super League
| Arbitro: | Srikrishna C. |

|                                          |           |          |
| Adrián Luna 71’ Ivan Kalyuzhnyi 81’, 89’ | Marcatori | 87’ Alex |

| Arbitro: | Venkatesh R. |

|                                              |           |                                                                     |
| Ivan Kalyuzhnyi 7’ Rahul Kannoly Praveen 81’ | Marcatori | 26’, 62’, 90+2’ Dimitri Petratos 39’ Joni Kauko 88’ Lenny Rodrigues |

| Arbitro: | Singh P. |

|                                            |           |                      |
| Jerry Mawihmingthanga 54’ Pedro Martín 87’ | Marcatori | 35’ Harmanjot Khabra |

| Arbitro: | Purkayastha A. |

|  |           |                                         |
|  | Marcatori | 21’ Mehtab Singh 31’ Jorge Pereyra Díaz |

| Arbitro: | John C. |

|  |           |                                                       |
|  | Marcatori | 57’ Dīmītrīs Diamantakos 86’, 90+6’ Sahal Abdul Samad |

| Arbitro: | Kumar Gupta R. |

|                                                                       |           |                  |
| Adrián Luna 42’ Dīmītrīs Diamantakos 45+1’ (Rig.) Ivan Kalyuzhnyi 52’ | Marcatori | 67’ Noah Sadaoui |

| Arbitro: | Banerji P. |

|  |           |                          |
|  | Marcatori | 18’ Dīmītrīs Diamantakos |

| Arbitro: | Nagvenkar T. |

|  |           |                          |
|  | Marcatori | 17’ Dīmītrīs Diamantakos |

| Arbitro: | Mohamed J. |

|                                                                   |           |                                             |
| Marko Lešković 25’ Dīmītrīs Diamantakos 43’ Apostolos Giannou 70’ | Marcatori | 14’ (Rig.) Sunil Chhetri 81’ Javi Hernández |

| Arbitro: | Kundu H. |

|                    |           |                       |
| Vincy Barretto 48’ | Marcatori | 24’ Sahal Abdul Samad |

| Arbitro: | Mondal P. |

|                   |           |  |
| Sandeep Singh 86’ | Marcatori |  |

| Arbitro: | Kanojia A. |

|                                                                      |           |                  |
| Apostolos Giannou 9’ Dīmītrīs Diamantakos 31’ (Rig.) Adrián Luna 65’ | Marcatori | 17’ Daniel Chima |

| Arbitro: | Srikrishna C. |

|                                                             |           |  |
| Jorge Pereyra Díaz 4’, 22’ Greg Stewart 10’ Bipin Singh 16’ | Marcatori |  |

| Arbitro: | Srikrishna C. |

|                                                               |           |                          |
| Iker Guarrotxena 33’ (Rig.) Noah Sadaoui 43’ Redeem Tlang 69’ | Marcatori | 51’ Dīmītrīs Diamantakos |

| Arbitro: | Bora U. |

|                               |           |  |
| Dīmītrīs Diamantakos 42’, 44’ | Marcatori |  |

| Arbitro: | Kanojia A. |

|                   |           |  |
| Cleiton Silva 77’ | Marcatori |  |

| Arbitro: | Crystal J. |

|                                           |           |                          |
| Adrián Luna 38’ Rahul Kannoly Praveen 64’ | Marcatori | 2’ Abdenasser El Khayati |

| Arbitro: | Nagvenkar T. |

|                 |           |  |
| Roy Krishna 32’ | Marcatori |  |

| Arbitro: | Kumar Gupta R. |

|                      |           |                          |
| Carl McHugh 23’, 71’ | Marcatori | 16’ Dīmītrīs Diamantakos |

| Arbitro: | Ramachandra V. |

|  |           |                   |
|  | Marcatori | 29’ Borja Herrera |

#### Andamento in campionato
| Giornata  | 1 | 2 | 3 | 4  | 5 | 6 | 7 | 8 | 9 | 10 | 11 | 12 | 13 | 14 | 15 | 16 | 17 | 18 | 19 | 20 | 21 | 22 |
| --------- | - | - | - | -- | - | - | - | - | - | -- | -- | -- | -- | -- | -- | -- | -- | -- | -- | -- | -- | -- |
| Luogo     | C | C | T | C  | T | C | T | X | T | C  | T  | C  | C  | T  | X  | T  | C  | T  | C  | T  | T  | C  |
| Risultato | V | P | P | P  | V | V | V | X | V | V  | N  | V  | V  | P  | X  | P  | V  | P  | V  | P  | P  | P  |
| Posizione | 1 | 7 | 9 | 10 | 7 | 5 | 6 | 6 | 5 | 4  | 4  | 3  | 3  | 3  | 3  | 3  | 3  | 3  | 3  | 4  | 5  | 5  |

Legenda:

Luogo: C = Casa; T = Trasferta. Risultato: V = Vittoria; N = Pareggio; P = Sconfitta.

#### Qualificazione
| Arbitro: | Crystal J. |

|                   |           |  |
| Sunil Chhetri 97’ | Marcatori |  |

### Super Cup
| Arbitro: | Nagvenkar T. |

|                                                                             |           |                       |
| Dīmītrīs Diamantakos 40’ (Rig.) Nishu Kumar 54’ Rahul Kannoly Praveen 90+5’ | Marcatori | 73’ Krishananda Singh |

| Arbitro: | Purkayastha A. |

|                                            |           |  |
| Rilwan Hassan 17’ Juan David Castañeda 44’ | Marcatori |  |

| Arbitro: | Kumar Gupta R. |

|                 |           |                          |
| Roy Krishna 23’ | Marcatori | 77’ Dīmītrīs Diamantakos |

#### Andamento in coppa
| Giornata  | 1 | 2 | 3 |  |
| --------- | - | - | - |  |
| Luogo     | C | T | T |  |
| Risultato | V | P | N |  |
| Posizione | 1 | 3 | 3 |  |

Legenda:

Luogo: C = Casa; T = Trasferta. Risultato: V = Vittoria; N = Pareggio; P = Sconfitta.

### Durand Cup

#### 1º turno
| Arbitro: | Singh P. |

|          |           |           |
| Kuki 45’ | Marcatori | 42’ Ajsal |

| Arbitro: | Kanojiya A. |

|                      |           |  |
| Isaac 51’ Crespo 73’ | Marcatori |  |

| Arbitro: | Banerjee P. |

|  |           |                          |
|  | Marcatori | 28’, 90’ Aimen 55’ Ajsal |

| Guwahati 31 agosto 2022, ore 11:30 UTC+5:30 4ª giornata  | Kerala Blasters | 2 – 0 referto | Army Green | Stadio atletico Indira Gandhi |
| \| \| \| \| \| Aimen 25’ Aritra 45+3’ \| Marcatori \| \| |                 |               |            |                               |
|                                                          |                 |               |            |                               |
| Aimen 25’ Aritra 45+3’                                   | Marcatori       |               |            |                               |

##### Andamento
| Giornata  | 1 | 2 | 3 | 4 | 5 |
| --------- | - | - | - | - | - |
| Luogo     | T | T | T | C | X |
| Risultato | N | P | V | V | X |
| Posizione | 2 | 4 | 3 | 2 |   |

Legenda:

Luogo: C = Casa; T = Trasferta. Risultato: V = Vittoria; N = Pareggio; P = Sconfitta.

#### Quarti di finale
| Arbitro: | Crystal J. |

|                          |           |  |
| 17’ Faiaz 59’, 84’ Dauda | Marcatori |  |